# Metal Black
Metal Black – jedenasty album studyjny pionierów black metalu, grupy Venom. Wydany przez Castle Music/Sanctuary Records w roku 2006. Jest to drugi album Venom, na którym na perkusji nie zagrał Anthony „Abaddon” Bray. Zastąpił go Antony „Antton” Lant, brat Cronosa. Dużym zaskoczeniem jest także brak Mantasa, którego zastąpił Mike „Mykvs” Hickey. Mimo iż nazwa albumu jest nawiązaniem do jednej z pierwszych płyt zespołu (Black Metal), materiał znajdujący się na krążku prezentuje nowoczesne brzmienie i o wiele ambitniejszy materiał. We wszystkich utworach znajdują się solówki gitarowe, co w przypadku płyt z oryginalnym gitarzystą Mantasem nie miało miejsca.

## Lista utworów
1. „Antechrist” – 3:28
2. „Burn in Hell” – 2:57
3. „House of Pain” – 5:05
4. „Death & Dying” – 3:52
5. „Regé Satanas” – 3:45
6. „Darkest Realm” – 3:12
7. „A Good Day to Die” – 3:42
8. „Assassin” – 4:45
9. „Lucifer Rising” – 4:23
10. „Blessed Dead” – 4:43
11. „Hours of Darkness” – 4:15
12. „Sleep When I'm Dead” – 3:53
13. „Maleficarum” – 6:04
14. „Metal Black” – 3:11

## Twórcy
- Cronos - gitara basowa, śpiew
- Mykvs - gitara elektryczna
- Antton - perkusja